# النبعي (بني سعد)

تعديل مصدري - تعديل

النبعي هي إحدى قرى عزلة الجعافره الغربية بمديرية بني سعد التابعة لمحافظة المحويت، بلغ تعداد سكانها 110 نسمة حسب تعداد اليمن لعام 2004.